# Jaroslaus Kapeller
Jaroslaus Kapeller (a S. Alexio) (Hor (Alsó-Ausztria), 1705. – Bécs, 1759. január 21.) osztrák teológus, piarista áldozópap és tanár.

## Életútja
1723-ban lépett a rendbe. Különösen a bölcseletben és egyházi jogban művelte ki magát; megtanulta a görög és héber nyelvet. Több gimnáziumban tanított, hol az iskolai drámák előadásainál is buzgólkodott. A bölcselet tanítására Leitomischlba küldetett. Alig kezdte meg itteni tanítását, midőn Groll Adolf rendtársa győri püspöknek neveztetvén ki (1733), aki ismerte nagy tudományát, sietett őt meghívni a püspöki papnevelő intézethez tanárnak, hol a teológiát, dogmatika historiát és egyházjogot adta elő nyolc évig. Groll püspök halálakor (1743) gyászbeszédet tartott fölötte; azután gróf Pálffy János nádor unokájának tanította a bölcseletet és történelmet s a bécsi nemes ifjak intézetében mint tanár működött. A szavojai hercegi akadémiában három évig volt rektor. Érdemei következtében a rend megválasztotta tartományi tanácsosának; majd a rend 1758-ban római főgyűlésére helyettesül küldetett és végre az ausztriai tartományokban a rend provinciálisa lett.

## Munkái
1. Theologia historico-dogmatica in tres partes divisa. Jaurini, 1738
2. Trauerpredigt bey der Leiche seiner bischöflichen Gnaden des Hochw. Herrn Adolphi a S. Georgio aus dem Regulirten Clericalischen Orden Scholarum Piarum weyland Bischoffes zu Raab, wie auch dieses Orts, und Comitats Ober-Gespanns, Ihro zu Hungarn und Böheim Königliche Maiästät Rath etc. nunmehro den 24. Nov. 1743. in dem 62 Jahr seines Alters in dem herrn verschieden, gehalten... zu Raab in der Dom-Kirchen den 28. Nov. 1743, Uo.
3. Philosophia Historico-Dogmatica in tres partes divisa. Posonii, 1746. (Igen korszerű didaktikai intelmek előrebocsátásával)
4. Psalmi Davidici Hebraica, et Graeca lectione ubique subiecta explicati, et animadversionibus illustrati. Viennae, 1757 (névtelenül; Groll Adolf győri püspök munkája; sajtó alá rendezte, jegyzetekkel és szótárral látta el)